# Бреазова (Хунедоара)
Бреазова (рум. Breazova) насеље је у Румунији у округу Хунедоара у општини Сармизеђетуса. Oпштина се налази на надморској висини од 464 m.

## Становништво
Према подацима из 2002. године у насељу је живело 184 становника, од којих су сви румунске националности.